# Relación de Einstein-Stokes
La Relación de Einstein-Stokes es utilizada para determinar el coeficiente de difusión que se deriva como resultado de relacionar el movimiento térmico aleatorio de las moléculas y la fricción experimentada por objetos esféricos moviéndose en el seno de un fluido viscoso en un régimen laminar de número de Reynolds pequeño.

## Introducción
En 1822, Joseph Fourier derivó una ecuación para la conducción del calor. Al darse cuenta de que el proceso de transferencia de calor por inducción es análogo al proceso de difusión y que ambos se deben al movimiento molecular aleatorio, en 1855 Adolf Fick adaptó la ecuación de Fourier para describir la difusión. La primera ley de Fick trata sobre el cambio de concentración de soluto con respecto a las coordenadas:
{\displaystyle \mathbf {J} =-D\mathbf {\,\nabla c} }
Donde {\displaystyle \mathbf {J} } es el flujo (o flujo de difusión),{\displaystyle \nabla } denota el operador nabla, entonces {\displaystyle \mathbf {\,\nabla c} } es el gradiente de la concentración con respecto a las coordenadas y  {\displaystyle D} es el coeficiente de difusión. Para el flujo en una dimensión tenemos:
{\displaystyle J_{x}=-D{\frac {\partial c}{\partial x}}}
Donde {\displaystyle {\frac {\partial c}{\partial x}}} es el cambio de la concentración de soluto con respecto a una de las coordenadas. El signo menos indica que las partículas fluyen a favor de sus gradientes de concentración, desde regiones de alta concentración a regiones de baja concentración. Los fuertes gradientes provocan grandes flujos de partículas. Pequeños gradientes provocan pequeños flujos, además, cuanto mayor sea la constante de difusión, mayor será el flujo para un gradiente dado. Notar que el flujo generalizado en todo el espacio es un vector, en la ecuación unidimensional estamos expresando la componente en {\displaystyle x} del flujo.
Según leyes empíricas como la Ley de Ohm o la Ley de Fourier (antes mencionada) el flujo de partículas, corriente eléctrica o del calor se puede generalizar a:
{\displaystyle J=LF}
Donde el flujo es proporcional a la fuerza motriz o fuerza impulsora y {\displaystyle L} es la constante de proporcionalidad.
Pero ¿Cuál es esa "fuerza" sobre una partícula en un gradiente de concentración? Si la concentración varía con {\displaystyle x}, el impulso hacía igualar el potencial químico en todas partes del espacio tiende a aplanar los gradientes de concentración. Este no es una fuerza que actúa sobre cada partícula directamente, resulta, al menos en parte, de la mezcla de entropía. Así como las leyes de Newton dan fuerzas como derivadas de energías, la fuerza de un gradiente de concentración se puede expresar como una derivada del potencial químico. Si {\displaystyle c} depende de {\displaystyle x} entonces podemos expresar el potencial químico de la siguiente manera.
{\displaystyle \mu _{i}(x)=\mu _{i}^{\text{0}}+RT\ln(c_{i}(x))}
Estando en un caso de equilibrio químico tenemos que:
{\displaystyle \delta W=d\mu ={\frac {d\mu }{dx}}dx=-Fdx}
Entonces:
{\displaystyle F=-{\frac {d\mu }{dx}}=-RT{\frac {d\ln(c)}{dx}}=-{\frac {RT}{c}}{\frac {dc}{dx}}}
Combinando ésta ecuación con la ecuación del flujo tenemos:
{\displaystyle J=-{\frac {LRT}{c}}{\frac {dc}{dx}}}
Notar la similitud entre esta ecuación y la primera ley de Fick para un caso unidimensional. Teniendo en cuenta esto, podemos expresar {\displaystyle D} como:
{\displaystyle {D}=uRT}
Donde {\displaystyle {u}={\frac {L}{c}}} es llamado movilidad de la partícula (o ¨mobility¨ del inglés).

### Deducción de la ecuación de Einstein-Stokes
Hasta ahora, se ha considerado que los gradientes impulsan los flujos. Las partículas en difusión también pueden estar sujetas a fuerzas externas. Por ejemplo, la gravedad atrae partículas hacia el fondo de un vaso de agua, pero hay una fuerza externa relacionada con el líquido que es la fricción y depende de la viscosidad del mismo. Podemos expresar esta fuerza como:
{\displaystyle {F}=fv}
Donde {\displaystyle f} es el coeficiente de rozamiento y {\displaystyle v} la velocidad constante. Para proteínas o coloides, este régimen de fricción se alcanza en nanosegundos o menos, por lo que está justificado usar esa Ecuación excepto para el caso de procesos más rápidos.
Teniendo en cuenta que el flujo de un fluido es {\displaystyle {J}=cv}  donde {\displaystyle v} es la velocidad del flujo, combinando ambas ecuaciones tenemos:
{\displaystyle {J}=cv={\frac {Fc}{f}}}
Si las partículas están sujetas tanto a un gradiente de concentración como a una fuerza aplicada, entonces los dos flujos se sumarán y la ecuación de la primera ley de Fick se generalizará a:
{\displaystyle J=-D{\frac {\partial c}{\partial x}}+{\frac {Fc}{f}}}

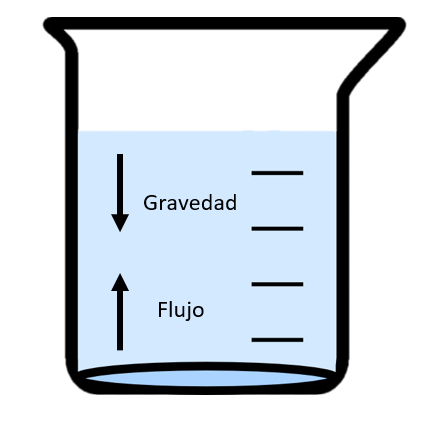
Figura 1

Ahora pensemos en un vaso (Figura 1) donde la  fuerza de Gravedad empuja a las moléculas hacia el fondo del vaso. Las partículas comienzan a concentrarse en el fondo, formando un gradiente de concentración. Este gradiente de concentración actúa para impulsar las partículas hacia arriba, oponiéndose a la fuerza de gravedad. En equilibrio, los dos flujos (de la gravedad, que obliga a las partículas hacia abajo, y del gradiente de concentración, forzando las partículas hacia arriba) se cancelarán, resultando en {\displaystyle {J}=0} y tenemos que:
{\displaystyle D{\frac {dc}{dx}}={\frac {Fc}{f}}}
Reordenando e integrando:
{\displaystyle D{\frac {dc}{c}}={\frac {Fdx}{f}}} ⇒ {\displaystyle D\int _{0}^{c}{\frac {dc}{c}}={\frac {1}{f}}\int _{0}^{x}F\,{\text{d}}x\,\!} ⇒ {\displaystyle ln{\frac {c(x)}{c(0)}}={\frac {-W}{Df}}}
Aplicando la exponencial a ambos miembros tenemos:
{\displaystyle {\frac {c(x)}{c(0)}}=e^{\frac {-W}{Df}}}
Como el sistema está en equilibrio, la ley de distribución de Boltzmann también se aplica, y la cantidad en el lado derecho de la ecuación también debe ser igual {\displaystyle e^{\frac {-W}{kT}}}. Al equiparar los exponentes de estas dos expresiones y reordenando se obtiene:
{\displaystyle D={\frac {k_{b}T}{f}}}
Que nos relaciona a {\displaystyle D} con el coeficiente de fricción {\displaystyle f} y con la constante de Boltzmann {\displaystyle k_{b}}. Este mismo depende de los tamaños y formas de las partículas, midiendo la coeficiente de difusión {\displaystyle D} nos puede proporcionar cierta información sobre las estructuras de las moléculas o macromoléculas. 
Resolver ecuaciones de flujo de fluidos nos da la Ley de Stokes para partículas esféricas, en este caso particular tenemos:
{\displaystyle {f}=6r\pi \eta }
Donde {\displaystyle r} es el radio de la esfera y {\displaystyle \eta } es la viscosidad. Reemplazando:
{\displaystyle D={\frac {k_{b}T}{6r\pi \eta }}}
Llegamos a la ecuación de Einstein-Stokes. Si tenemos en cuenta que {\displaystyle k_{b}={\frac {R}{N_{A}}}}, podemos expresarla de la siguiente manera:
{\displaystyle D={\frac {TR}{N_{A}6r\pi \eta }}}
También podemos expresarla relacionándola con el coeficiente de sedimentación a través de la ecuación de svedberg:
{\displaystyle D={\frac {TRs}{M(1-{\bar {v}}\rho )}}}
Donde {\displaystyle s} es el coeficiente de sedimentación, {\displaystyle {\bar {v}}} es la densidad específica parcial y {\displaystyle M} el peso molecular.

## Factores que afectan af{\displaystyle f}en macromoléculas

### Forma
Perrin en 1936 derivó ecuaciones que relacionan los coeficientes de fricción con la forma de macromoléculas formadas como elipsoides de revolución. Los coeficientes de fricción de elipsoides alargados y achatados son mayores que los de fricción coeficientes de esferas de igual volumen. La diferencia depende de la relación entre el eje mayor y el menor. Sea {\displaystyle p={\frac {a}{b}}} el cociente axial, donde {\displaystyle a} es el semieje mayor (o la mitad de la longitud de una varilla) y {\displaystyle b} es el eje menor (o radio de una varilla). Para elipsoides prolatos o elipsoides alargados tenemos:
{\displaystyle {\frac {D}{D_{0}}}={\frac {f}{f_{0}}}={\frac {\sqrt {1-p^{2}}}{p^{\frac {2}{3}}ln({\frac {1+{\sqrt {1-p}}}{p}})}}}
Para elipsoides oblatos tenemos:
{\displaystyle {\frac {D}{D_{0}}}={\frac {f}{f_{0}}}={\frac {\sqrt {p^{2}-1}}{p^{\frac {2}{3}}\operatorname {tg^{-1}} ({\sqrt {p^{2}-1}})}}}

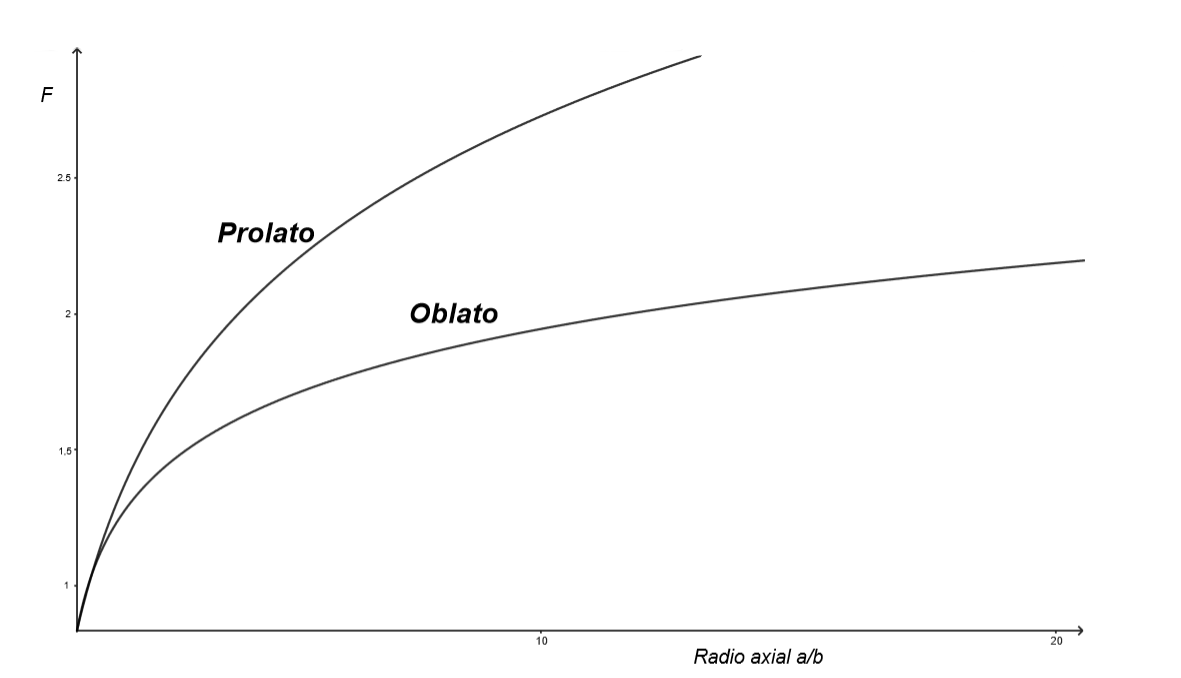
Podemos ver el coeficiente friccional para distintos valores de radio axial. Vemos como la asimetría del prolato es mayor para valores altos de radio axial, en cambio, para valores cercanos ambas curvas presentan un comportamiento similar

Para una barra (no globular) tenemos:
{\displaystyle {\frac {D}{D_{0}}}={\frac {f}{f_{0}}}={\frac {({\frac {2}{3}})^{\frac {1}{3}}p^{\frac {2}{3}}}{ln(2p-{\frac {3}{10}})}}}
Estas ecuaciones se dan como razones {\displaystyle {\frac {f}{f_{0}}}} , donde {\displaystyle {f_{0}}} es el valor de la ley de Stokes para una molécula esférica del mismo volumen. La molécula no esférica siempre tendrá un coeficiente de fricción mayor que su equivalente esférico, por lo que siempre {\displaystyle {\frac {f}{f_{0}}}\geq 1}.

### Peso molecular
Se puede relacionar el coeficiente de difusión y el peso molecular para una macromolécula esférica anhidra de la siguiente manera:

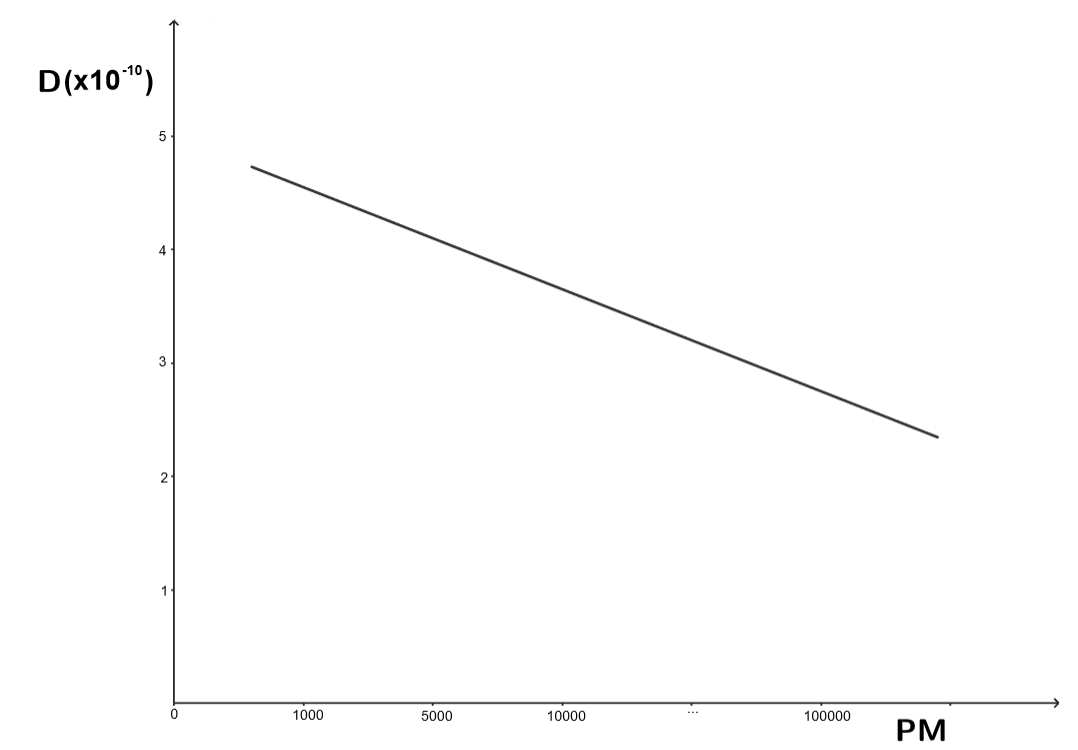
Coeficiente de difusión en función del peso molecular. Vemos una estimación de como disminuiría a medida que aumenta el peso molecular

Sabiendo que:  {\displaystyle V={\frac {4r^{3}\pi }{3}}={\frac {{\bar {v}}M}{N_{A}}}}
obtenemos entonces:
{\displaystyle M={\frac {N_{A}4r^{3}\pi }{3{\bar {v}}}}}
Donde {\displaystyle {\bar {v}}} es el volumen específico parcial del polímero, {\displaystyle M} es el peso molecular y {\displaystyle N_{A}} el número de Avogadro. Podemos combinar esta ecuación con la ecuación de Einstein-Stokes de la siguiente manera:
{\displaystyle D={\frac {TR}{N_{A}6r\pi \eta }}={\frac {TR}{N_{A}6\pi \eta {\sqrt[{3}]{\frac {M3{\bar {v}}}{4\pi N_{A}}}}}}}
donde {\displaystyle R} es la constante de los gases. Por lo tanto, {\displaystyle D\propto {\frac {1}{M^{3}}}}, es decir, {\displaystyle D} es inversamente proporcional a la raíz cúbica del peso molecular.

### Solvatación
La solvatación también afectará el cociente friccional {\displaystyle ({\frac {f}{f_{0}}}=F)}, por ende, afectará al coeficiente de rozamiento y eso provocara un cambio en el coeficiente de difusión. Entonces si tenemos una macromolécula con un volumen hidratado {\displaystyle V_{h}}, podemos relacionarla con el volumen específico parcial de la siguiente manera:
{\displaystyle V_{h}={\frac {M}{N_{A}}}{\bar {v}}_{h}}
{\displaystyle {\frac {4}{3\pi r_{h}^{3}}}={\frac {M}{N_{A}}}({\bar {v}}+\delta _{solv.}{\bar {v}}_{solv.})}
Donde {\displaystyle {\bar {v}}_{h}={\bar {v}}+\delta _{solv.}{\bar {v}}_{solv.}} y siendo {\displaystyle \delta _{solv.}} el grado de solvatación. Despejando {\displaystyle r_{h}^{3}} y remplazando en {\displaystyle f=f_{0}F} nos queda:
{\displaystyle f=6\pi \eta F{\sqrt[{3}]{{\frac {3M}{4\pi N_{A}}}({\bar {v}}+\delta _{solv.}{\bar {v}}_{solv.})}}}
Entonces {\displaystyle f} dependerá del volumen específico de la macromolécula, el peso molecular, el grado se solvatación y la asimetría que nos indica el cociente friccional.